# Giacomo Bove

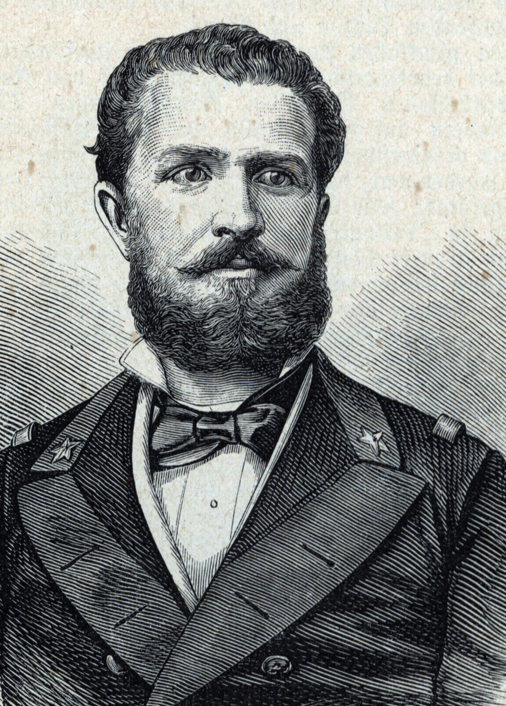
Giacomo Bove

Giacomo Bove (* 23. April 1852 in Maranzana; † 9. August 1887 in Verona) war ein italienischer Seefahrer und Forschungsreisender.

## Leben
Giacomo, ältester von fünf Söhnen des Weinbauernpaares Francesco Bove und Antonia Garbarino, besuchte zunächst die Grundschule in seinem Geburtsort und in Acqui Terme. Darauf absolvierte er 1872 die Accademia Navale in Genua als Fähnrich 1. Klasse. Eine Seereise führte Giacomo Bove das Jahr darauf unter Fregattenkapitän Enrico Accinni (1838–1904) auf der Korvette Governolo durch die Gewässer Indiens, Borneos, der Philippinen, Chinas und Japans. Im März 1874 kehrte er nach Italien zurück.
Adolf Erik Nordenskiöld gelang 1878 bis 1880 die erste Gesamtdurchfahrt der Nordostpassage – unterwegs mit einer Überwinterung. Giacomo Bove befand sich während dieser ersten Umrundung Asiens an Bord der Vega. Am 21. Juli 1878 von Tromsø aus in See gestochen, erreichte der Auxiliarsegler am 6. August 1878 Dikson. Mitte August kam die Taimyrhalbinsel mit dem Kap Tscheljuskin als nördlichster Punkt der Fahrt in Sicht. Vom 28. September 1878 bis zum 18. Juli 1879 blieb die Expedition vor der Tschuktschen-Halbinsel in der Kolyuchinsker Bucht, reichlich zweihundert Kilometer von der Beringstraße entfernt, im Eis stecken. Während der Überwinterung wurden die Tschuktschen kontaktiert. Über die Beringstraße, die Sankt-Lorenz-Insel und die Kommandeurinseln ging es nach Japan. Am 4. Februar 1880 wurde Neapel angelaufen. Die italienische Marine ernannte Giacomo Bove 1880 zum Leutnant.
Am 7. Juni 1881 heiratete Bove die Witwe Luisa Bruzzone.
Giacomo Bove liebäugelte – in Weiterführung der Forschungen von James Clark Ross – mit einer Antarktisexpedition. Zwar fand Bove in Cristoforo Negri einen Fürsprecher, doch reichten die vom italienischen Staat bewilligten Mittel nur für zwei Abenteuer in den Süden Südamerikas. Die Küsten Argentiniens und auch Chiles sollten vermessen werden. Der Botaniker Carlos Luis Spegazzini, der Geologe Domenico Lovisato und der Hydrograph Giovanni Roncagli begleiteten den Forscher auf der ersten Expedition. Am 17. Dezember 1881 startete die Korvette Cabo de Hornos von Buenos Aires aus nach Patagonien. Giacomo Bove erlitt am 31. Mai 1882 bei Sturm vor der Großen Feuerland-Insel Schiffbruch, wurde aber von Ushuaia aus gerettet und konnte darauf die Forschungen erfolgreich – mit letztendlich gelungener Publikation der Resultate – beenden. Bove wurde am 28. Januar 1883 Ehrenmitglied der Italienischen Geographischen Gesellschaft. Die zweite Expedition führte Bove 1883 – wieder von Buenos Aires aus – diesmal zunächst nordwärts auf dem Río Paraná zum Iguaçu. Bove erforschte die dortigen Wasserfälle. Dann, 1884, ging es noch einmal nach Feuerland. Aber aus der erhofften Antarktisfahrt wurde nichts.
Nach der Kongokonferenz in Berlin erhielt er vom italienischen Außenministerium den Auftrag in den Kongo zu reisen. Ein Auftrag mit dem ursprünglich der Afrika-Forscher Antonio Cecchi betraut werden sollte. Auf den Wunsch Boves hin, schloss er sich mit zwei weiteren italienischen Offizieren einer englischen Expedition an, die am 2. Dezember 1885 von Liverpool aus aufbrach. 14 Tage später war die Kongomündung erreicht. Nach einem mehrmonatigen Zwangsaufenthalt in Matadi während der Regenzeit, ging es am 3. Juni 1886 weiter flussaufwärts über Pool Malebo nach Leopoldville, das am 5. Juli erreicht wurde, bis zu den Stanleyfällen, an denen man Mitte August anlangte. Fiebrig erkrankt kehrte Bove am 17. Oktober 1886 heim. In seinem Bericht an das Ministerium hielt er eine italienische Beteiligung an der Kolonisierung des Kongo aufgrund der widrigen klimatischen Bedingungen für unangebracht.
Nach seiner Rückkehr gab er seinen Abschied aus der Marine und wurde Direktor einer Schifffahrtsgesellschaft. Am 9. August 1887 befand sich Bove auf der Rückreise von Wien und stieg in Verona aus dem Zug aus, kaufte sich eine Pistole und beging Suizid. Über den Tod berichtete für die Lokalzeitung der damals noch weitgehend unbekannte Schriftsteller Emilio Salgari, der sich später in seinen Romanen von den Reisen Boves inspirieren ließ.

## Werk (Auswahl)
- Patagonia, terra del Fuoco. Genua 1883 (online – Internet Archive, ital.)
- Expedición Austral Argentina. Buenos Aires 1883 (online – Internet Archive, span.)
- Note di un viaggio nelle Missioni ed alto Paranà. Genua 1885 (online – Internet Archive, ital.)

## Ehrungen
- Alberto Maria De Agostini benannte in Feuerland einen Gletscher, einen Fluss und einen Berg nach ihm.[2]
- Auf der Insel Dikson ist ein Kap nach ihm benannt.
- In Rom gibt es eine Via Giacomo Bove.
- In Maranzana gibt es in der Via Giacomo Bove 36 ein kleines Giacomo-Bove-Museum.